# USS Flasher (SS-249)
USS Flasher (SS-249) là một tàu ngầm lớp Gato từng phục vụ cùng Hải quân Hoa Kỳ trong Chiến tranh Thế giới thứ hai. Nó là chiếc tàu chiến đầu tiên của Hải quân Hoa Kỳ được đặt cái tên này, theo tên loài cá kẽn (hay cá rô biển). Nó đã phục vụ trong suốt Thế chiến II, thực hiện tổng cộng sáu chuyến tuần tra, đánh chìm 21 tàu Nhật Bản bao gồm một tàu tuần dương hạng nhẹ và hai tàu khu trục với tổng tải trọng 100.231 tấn, xếp thứ hai về tải trọng và thứ tư về số tàu trong số tàu ngầm Hoa Kỳ có thành tích nổi bật nhất trong chiến tranh. Được cho ngừng hoạt động sau khi xung đột chấm dứt vào năm 1946, con tàu cuối cùng bị bán để tháo dỡ vào năm 1963. Flasher được tặng thưởng danh hiệu Đơn vị Tuyên dương Tổng thống cùng sáu Ngôi sao Chiến trận do thành tích phục vụ trong Thế Chiến II.

## Thiết kế và chế tạo
Lớp tàu ngầm Gato được thiết kế cho mục đích một tàu ngầm hạm đội nhằm có tốc độ trên mặt nước cao, tầm hoạt động xa và vũ khí mạnh để tháp tùng hạm đội chiến trận. Con tàu dài 311 ft 9 in (95,02 m) và có trọng lượng choán nước 1.525 tấn Anh (1.549 t) khi nổi và 2.424 tấn Anh (2.463 t) khi lặn. Chúng trang bị động cơ diesel dẫn động máy phát điện để cung cấp điện năng cho bốn động cơ điện, đạt được công suất 5.400 shp (4.000 kW) khi nổi và 2.740 shp (2.040 kW) khi lặn, cho phép đạt tốc độ tối đa 21 hải lý trên giờ (39 km/h) và 9 hải lý trên giờ (17 km/h) tương ứng. Tầm xa hoạt động là 11.000 hải lý (20.000 km) khi đi trên mặt nước ở tốc độ 10 hải lý trên giờ (19 km/h) và có thể hoạt động kéo dài đến 75 ngày và lặn được sâu tối đa 300 ft (90 m).
Lớp tàu ngầm Gato được trang bị mười ống phóng ngư lôi 21 in (530 mm), gồm sáu ống trước mũi và bốn ống phía phía đuôi tàu, chúng mang theo tối đa 24 quả ngư lôi. Vũ khí trên boong tàu gồm một hải pháo 3 inch/50 caliber, và thường được tăng cường một khẩu pháo phòng không Bofors 40 mm nòng đơn và một khẩu đội Oerlikon 20 mm nòng đôi, kèm theo súng máy .50 caliber và .30 caliber. Tiện nghi cho thủy thủ đoàn bao gồm điều hòa không khí, thực phẩm trữ lạnh, máy lọc nước, máy giặt và giường ngủ cho hầu hết mọi người, giúp họ chịu đựng cái nóng nhiệt đới tại Thái Bình Dương cùng những chuyến tuần tra kéo dài đến hai tháng rưỡi.
Flasher được đặt lườn tại xưởng tàu của hãng Electric Boat Company ở Groton, Connecticut vào ngày 30 tháng 9, 1942. Nó được hạ thủy vào ngày 20 tháng 6, 1943, được đỡ đầu bởi bà Eleanor Saunders, phu nhân Thiếu tá Hải quân Willard Saunders, và được cho nhập biên chế cùng Hải quân Hoa Kỳ vào ngày 25 tháng 9, 1943 dưới quyền chỉ huy của Hạm trưởng, Thiếu tá Hải quân Reuben T. Whitaker.

## Lịch sử hoạt động

### 1944
Sau khi hoàn tất việc chạy thử máy huấn luyện tại các vùng biển ngoài khơi New London, Connecticut và Newport, Rhode Island, Flasher chuẩn bị để được điều động sang khu vực Mặt trận Thái Bình Dương. Nó khởi hành từ Căn cứ Tàu ngầm Hải quân New London, băng qua kênh đào Panama và đi đến Trân Châu Cảng vào ngày 15 tháng 12, 1943.

#### Chuyến tuần tra thứ nhất
Khởi hành từ Trân Châu Cảng vào ngày 6 tháng 1, 1944 cho chuyến tuần tra đầu tiên tại vùng biển ngoài khơi Mindoro, Flasher đánh chìm mục tiêu đầu tiên vào ngày 18 tháng 1, chiếc Yoshida Maru (2.900 tấn) nguyên là một pháo hạm cải biến thành tàu buôn. Nó tiếp tục đánh chìm tàu buôn Taishin Maru (1.723 tấn) ngoài khơi Manila vào ngày 5 tháng 2, và thêm hai tàu chở hàng Minryo Maru (1.679 tấn) và Hokuan Maru (3.712 tấn) của cùng một đoàn tàu vào ngày 14 tháng 2. Nó quay trở về căn cứ Fremantle, Australia vào ngày 29 tháng 2 để tái trang bị.

#### Chuyến tuần tra thứ hai
Trong chuyến tuần tra thứ hai xuất phát từ Fremantle từ ngày 4 tháng 4 đến ngày 28 tháng 5 dọc theo bờ biển Đông Dương thuộc Pháp, Flasher đã đánh chìm cả hai chiếc thông báo hạm Pháp Tahure lẫn tàu chở hàng Song Giang Maru (1.065 grt) mà Tahure hộ tống ngoài khơi quần đảo Hòn Khoai. Sau đó nó tiếp tục đánh chìm Teisen Maru (5.050 tấn) trong biển Sulu vào ngày 9 tháng 5 trước khi quay trở về căn cứ Fremantle, nơi nó được tái trang bị cho đến ngày 19 tháng 6.

#### Chuyến tuần tra thứ ba
Trong chuyến tuần tra thứ ba tại khu vực biển Đông, vào ngày 28 tháng 6, Flasher tiếp cận và xâm nhập vào một đoàn tàu vận tải 13 chiếc được hộ tống chặt chẽ mà không bị phát hiện, và đến nữa đêm ngày 29 tháng 6 đã phóng ngư lôi đánh chìm tàu buôn Nippo Maru (6.079 tấn) và gây hư hại nặng cho một tàu chở hành khách lớn. Sau đó tàu buôn Koto Maru (3.557 tấn) bị đánh chìm vào ngày 7 tháng 7, rồi đến ngày 19 tháng 7 nó phát hiện tàu tuần dương hạng nhẹ Ōi được tàu khu trục Shikinami hộ tống, và đánh chìm được Ōi (5.700 tấn) sau hai lượt tấn công bằng ngư lôi, cho dù phải lặn khẩn cấp để né tránh cuộc phản công của Shikinami. Bảy ngày sau đó chiếc tàu ngầm lại đánh chìm tàu chở dầu Otoriyama Maru (5.280 tấn), và gây hư hại cho tàu chở dầu Tosan Maru, mà sau đó bị một tàu ngầm chị em đánh chìm. Sau khi tiêu phí hết số ngư lôi mang theo, nó quay trở về căn cứ Fremantle để được tái trang bị từ ngày 7 đến ngày 30 tháng 8.

#### Chuyến tuần tra thứ tư

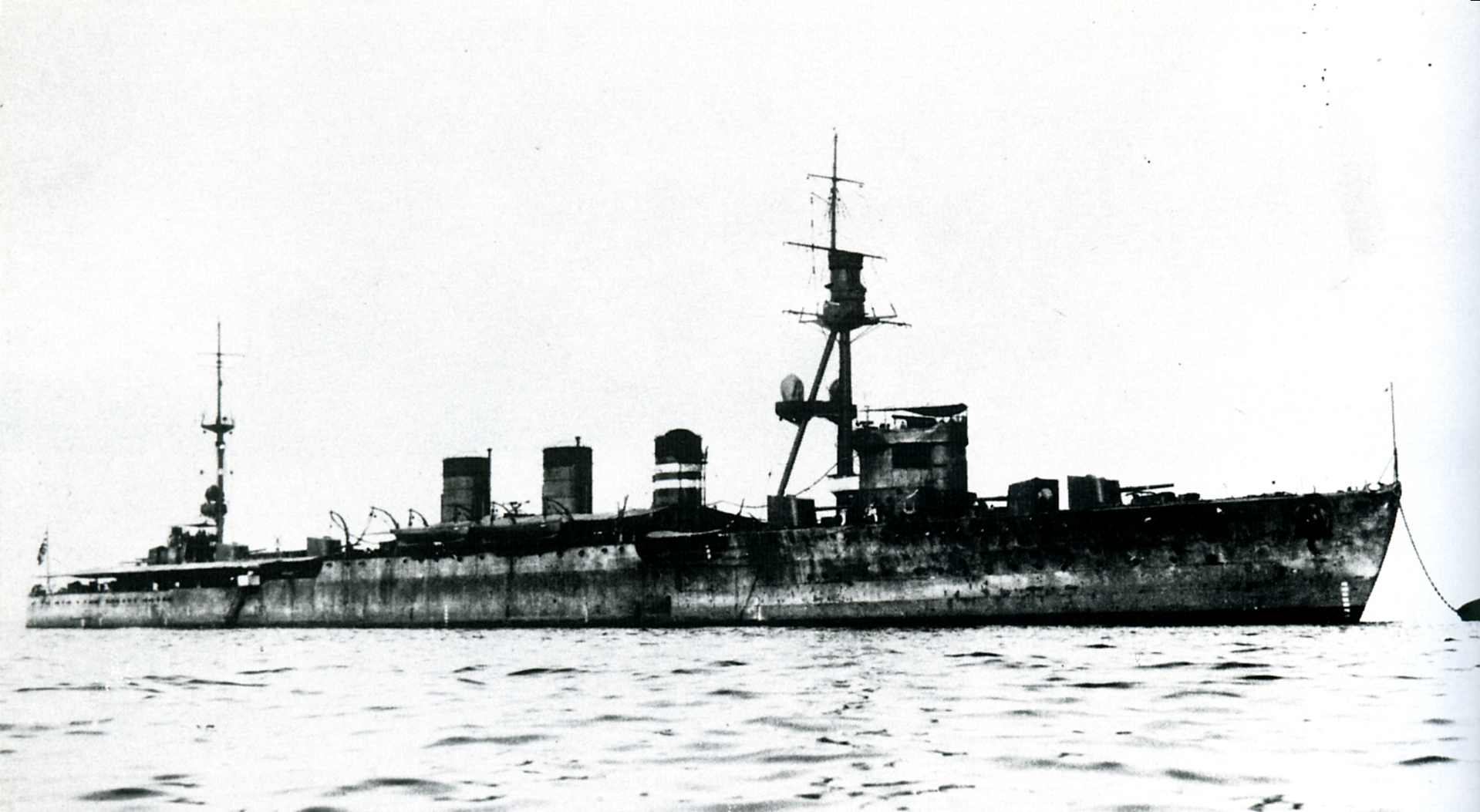
Tàu tuần dương Ōi vào năm 1923

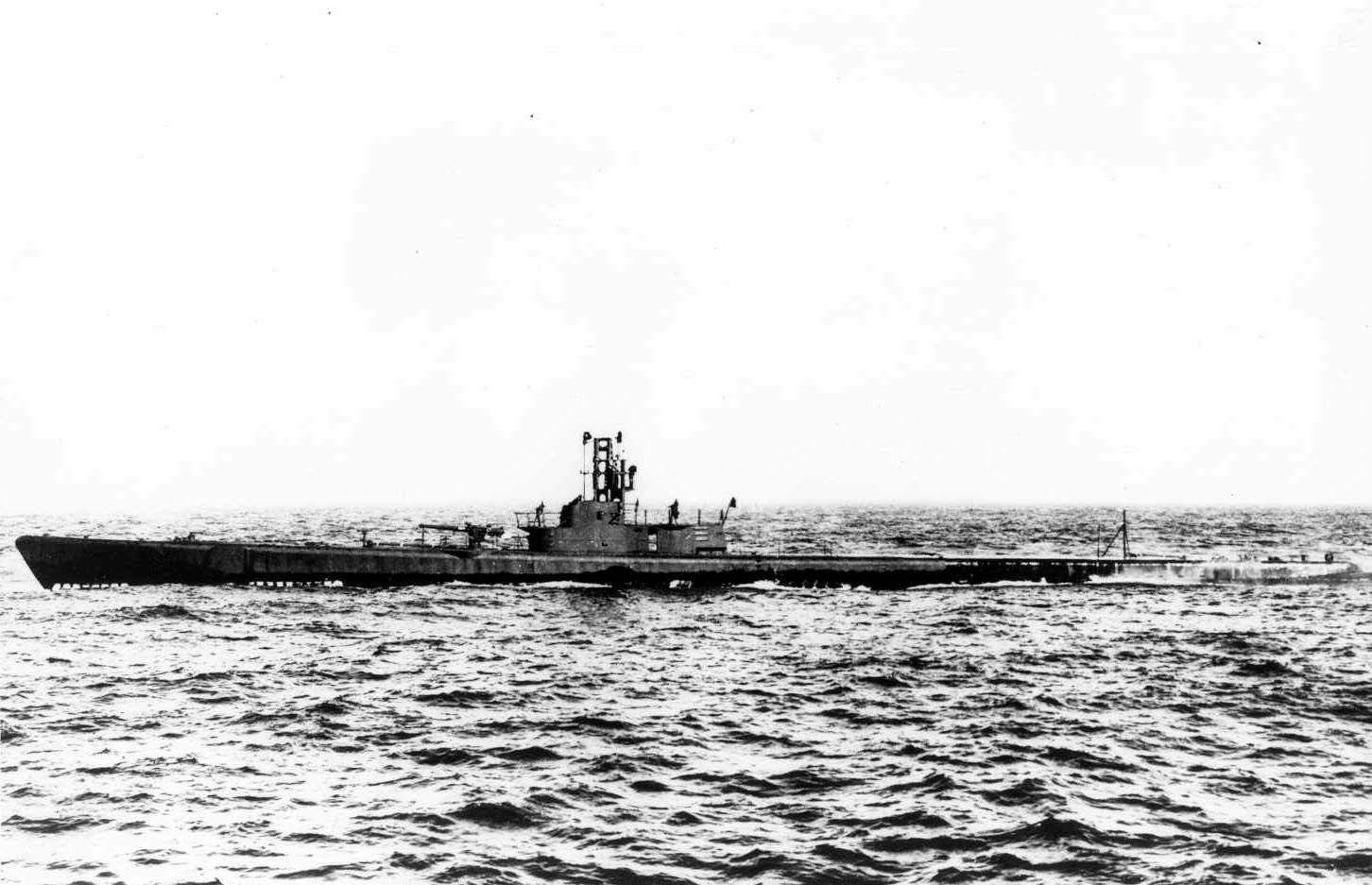
Flasher (SS-249) vào khoảng năm 1944.

Trong chuyến tuần tra thứ tư tại vùng biển ngoài khơi Philippines, Flasher hoạt động trong thành phần một đội tấn công phối hợp "Bầy sói" vốn bao gồm các tàu ngầm Hawkbill (SS-366) và Becuna (SS-319). Cho dù nhiệm vụ chủ yếu của chuyến tuần tra là tìm kiếm và giải cứu phục vụ cho các cuộc không kích từ tàu sân bay, nhằm chuẩn bị cho Chiến dịch tái chiếm Philippines, nó cũng đã đánh chìm các chiếc Saigon Maru (5.350 tấn) vào ngày 18 tháng 9, Ural Maru (6.374 tấn) vào ngày 27 tháng 9, và Taibin Maru (6.886 tấn) vào ngày 4 tháng 10 trước khi quay trở về Fremantle vào ngày 20 tháng 10.

#### Chuyến tuần tra thứ năm
Lên đường vào ngày 15 tháng 11 cho chuyến tuần tra thứ năm với cùng đội "Bầy sói", Flasher hướng sang khu vực vịnh Cam Ranh. Một tàu ngầm đồng đội phát hiện một đoàn tàu chở dầu vào ngày 4 tháng 12, nên nó chuyển hướng để phối hợp tấn công. Trong quá trình tiếp cận, một tàu khu trục đối phương xuất hiện và Flasher phóng một loạt ngư lôi vào nó, trúng đích hai quả và khiến Kishinami chết đứng và bốc cháy. Nó phóng một loạt ngư lôi vào một tàu chở dầu trước khi lặn khẩn cấp để né tránh một tàu khu trục thứ hai, chiếc Iwanami, vốn đã thả 16 quả mìn sâu để phản công. Quay trở lên độ sâu kính tiềm vọng, nó tiếp tục tấn công chiếc tàu chở dầu đã bị hư hại cùng một loạt ngư lôi nhắm vào Iwanami. Mãi đến lượt tấn công thứ ba, nó mới đánh chìm được tàu chở dầu Hakko Maru (10.022 tấn), và xác nhận Kishinami cùng với Iwanami đã bị đánh chìm.
Tiếp tục chuyến tuần tra, vào ngày 21 tháng 12, Flasher phát hiện và theo đuổi một đoàn tàu vận tải được hộ tống. Khi đi đến vị trí tấn công thuận lợi bên mạn không được hộ tống gần bờ, nó liên tiếp đánh chìm ba tàu chở dầu Omurosan Maru (9.204 tấn), Otowasan Maru (9.204 tấn), và Arita Maru (10.238 tấn). Nó kết thúc chuyến tuần tra khi quay trở về căn cứ Fremantle.

### 1945

#### Chuyến tuần tra thứ sáu

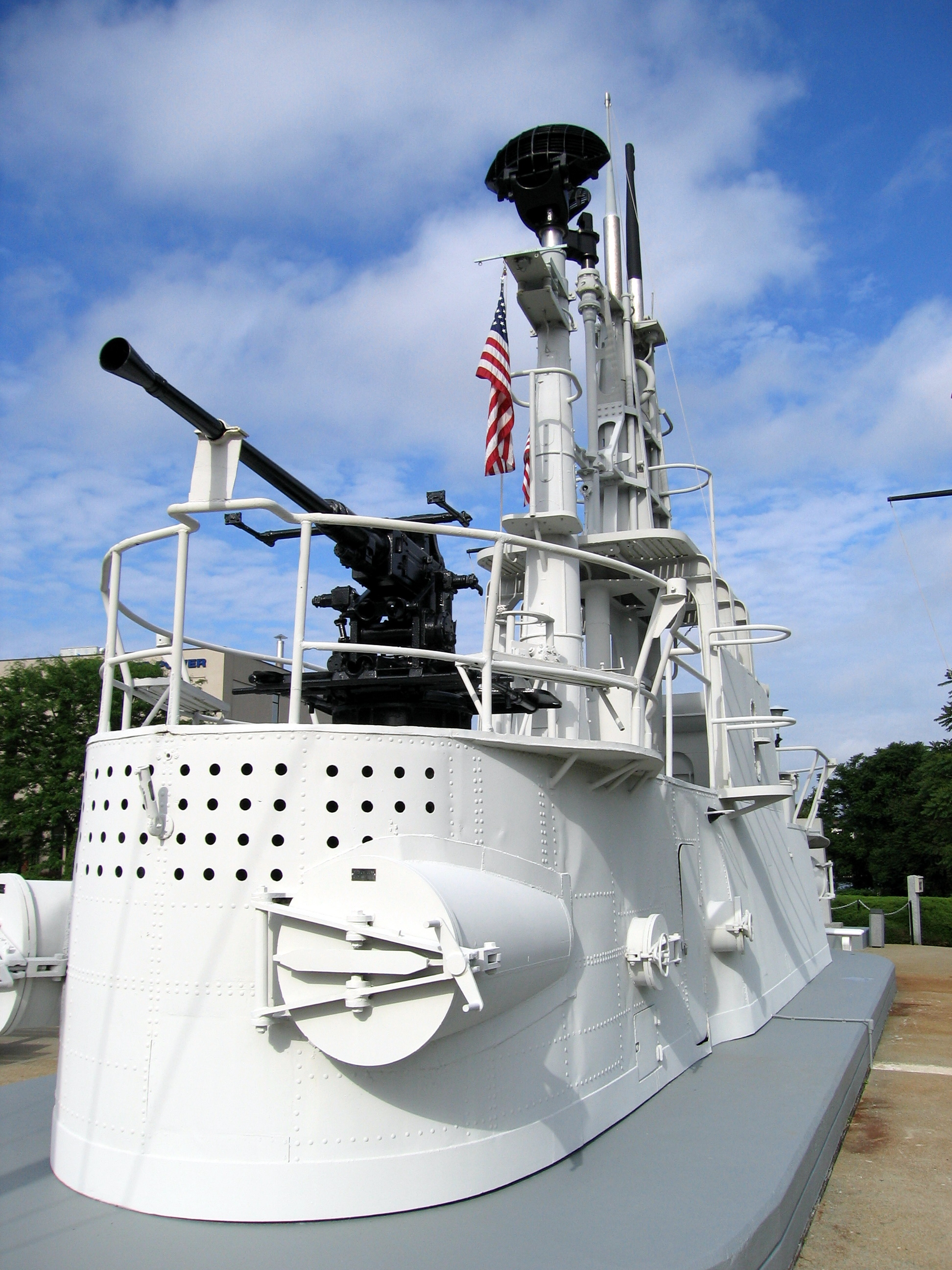
Tháp chỉ huy của USS Flasher trưng bày tại Đài tưởng niệm Tàu ngầm Quốc gia, Groton, Connecticut.

Sau khi được tại trang bị từ ngày 2 đến ngày 29 tháng 1, 1945, Flasher rời Fremantle cho chuyến tuần tra thứ sáu dọc theo bờ biển Đông Dương thuộc Pháp. Nó đánh chìm một tàu vận tải nhỏ vào ngày 21 tháng 2, rồi bốn ngày sau đó đã phóng ngư lôi đánh chìm tàu chở hàng Koho Maru (850 tấn). Mục tiêu phù hợp trở nên hiếm hoi, và chiếc tàu ngầm kết thúc chuyến tuần tra khi quay trở về Trân Châu Cảng vào ngày 3 tháng 4. Nó tiếp tục lên đường ngày sau đó, đi đến vùng bờ Tây để được đại tu.
Sau khi hoàn tất việc sửa chữa, Flasher hướng sang Guam để chuẩn bị cho chuyến tuần tra tiếp theo, khi Nhật Bản chấp nhận đầu hàng vào ngày 15 tháng 8, giúp chấm dứt vĩnh viễn cuộc xung đột. Con tàu được lệnh quay trở về vùng bờ Đông, về đến Căn cứ Tàu ngầm Hải quân New London, nơi nó được cho xuất biên chế và được đưa về Hạm đội Dự bị Thái Bình Dương vào ngày 16 tháng 3, 1946. Tên nó được cho rút khỏi danh sách Đăng bạ Hải quân vào ngày 1 tháng 6, 1959, và con tàu bị bán để tháo dỡ vào ngày 1 tháng 6, 1963.

## Tưởng niệm
Trong quá trình tháo dỡ, tháp chỉ huy của chiếc tàu ngầm được giữ lại và được trưng bày tại Công viên Nautilus, Groton, Connecticut. Sau đó bộ phận này được chuyển đến Đài tưởng niệm Tàu ngầm Quốc gia, nơi vinh danh 52 tàu ngầm cùng thủy thủ đoàn đã bị mất trong Chiến tranh Thế giới thứ hai. Trách nhiệm bảo trì thoạt tiên được giao cho Hiệp hội Cựu chiến binh Tàu ngầm Thế Chiến II, và sau này được chuyển cho United States Submarine Veterans, Inc..

## Phần thưởng
Flasher được tặng thưởng danh hiệu Đơn vị Tuyên dương Tổng thống cùng sáu Ngôi sao Chiến trận do thành tích phục vụ trong Thế Chiến II. Nó được ghi công đã đánh chìm 21 tàu Nhật Bản bao gồm một tàu tuần dương hạng nhẹ và hai tàu khu trục với tổng tải trọng 100.231 tấn, xếp thứ hai về tải trọng và thứ tư về số tàu trong số tàu ngầm Hoa Kỳ có thành tích nổi bật nhất trong chiến tranh.
|  |                           |  |
|  | Silver star · Bronze star |  |

| Dãi băng Hoạt động Tác chiến  | Dãi băng Hoạt động Tác chiến                                            | Đơn vị Tuyên Dương Tổng thống                                           | Đơn vị Tuyên Dương Tổng thống        |
| Huân chương Chiến dịch Hoa Kỳ | Huân chương Chiến dịch Châu Á-Thái Bình Dương với 6 Ngôi sao Chiến trận | Huân chương Chiến dịch Châu Á-Thái Bình Dương với 6 Ngôi sao Chiến trận | Huân chương Chiến thắng Thế Chiến II |